# Fernando Codá Marques
Fernando Codá Marques (* 8. Oktober 1979) ist ein brasilianischer Mathematiker, der sich mit Differentialgeometrie mit Anwendungen in geometrischer Theorie partieller Differentialgleichungen und Allgemeiner Relativitätstheorie befasst. Er ist am Instituto de Matemática Pura e Aplicada (IMPA) in Rio de Janeiro.
Marques studierte Mathematik an der Universidade Federal de Alagoas Maceio in Alagoas und am IMPA mit dem Diplom-Abschluss 1999 bei Bruno César Scardua und wurde 2003 an der Cornell University bei José F. Escobar promoviert (Existence and compactness theorems on conformal deformations of metrics). Danach war er Assistant Professor am IMPA mit einer vollen Professur seit 2010. Als Post-Doktorand war er 2005/6 an der Stanford University. 2014 wechselte er als Professor zur Princeton University.
2012 kündigte er den Beweis der Willmore-Vermutung mit André Neves an. Thomas Willmore vermutete, dass die Willmore-Energie für im dreidimensionalen euklidischen Raum immersierte Tori größer oder gleich {\displaystyle 2{\pi }^{2}} ist. Neves und Marques bewiesen das mit der Min-Max-Theorie von Minimalflächen. Teilweise in Zusammenarbeit mit Simon Brendle befasst er sich mit Problemen im Umkreis des (inzwischen gelösten) Yamabe-Problems (benannt nach Hidehiko Yamabe) und wandte Grigori Perelmans und Richard S. Hamiltons Theorie des Ricci-Flusses an, zum Beispiel im Beweis, dass der Modulraum der Metriken mit positiver Skalarkrümmung auf kompakten orientierbaren 3-Mannigfaltigkeiten wegzusammenhängend ist.
2008 war er am Institute for Advanced Study und er war Gastwissenschaftler in Stanford und an der Princeton University, am Institut Fourier in Grenoble, am Institut Henri Poincaré, an der École polytechnique und der Universität Paris-Ost.
2012 erhielt er den Preis der Union Matematica de America Latina y el Caribe (UMALCA), den Mathematikpreis der Third World Academy of Sciences (TWAS) und den Ramanujan-Preis des ICTP. 2009 wurde er Mitglied der Brasilianischen Akademie der Wissenschaften. Für 2016 wurde ihm der Oswald-Veblen-Preis zugesprochen, für 2021 der Fermat-Preis. Er ist Fellow der American Mathematical Society.
Er war Invited Speaker auf dem Internationalen Mathematikerkongress 2010 in Hyderabad (Scalar curvature, conformal geometry and the Ricci flow with surgery) und wurde als Plenarsprecher für den ICM 2014 in Seoul ausgewählt (Minimal surfaces – variational theory and applications).

## Schriften
- mit Simon Brendle, André Neves Deformations of the hemisphere that increase scalar curvature, Inventiones Mathematicae 185, 2011, 175–197 (Widerlegung der Vermutung von Min-Oo in 3 und mehr Dimensionen), Arxiv
- Deforming three-manifolds with positive scalar curvature, Annals of Mathematics 176 (2012), 815–863, Arxiv
- mit Neves: Min-max theory and the Willmore conjecture. Annals of Mathematics 179 (2014), 683–782.
- mit Lyokumovich, Neves: Weyl law for the volume spectrum. Annals of Mathematics 187 (2018), 933–961.
- mit Brendle: Recent progress on the Yamabe Problem, in: Surveys in Geometric Analysis and Relativity, 2011 (Richard Schoen zum 60. Geburtstag), Arxiv
- mit Neves: The Willmore Conjecture, Jahresbericht DMV, Band 116, Heft 4, 2014, S. 201–222